# Xuyên liên
Xuyên liên (danh pháp khoa học: Senecio jacobsenii) là một loài thực vật có hoa trong họ Cúc. Loài này được Rowley miêu tả khoa học đầu tiên năm 1955.